# Engels (schaakopening)
Het Engels is een opening bij schaken die wordt gekenmerkt door de witte openingszet 1.c4. Het is ingedeeld bij de flankspelen. Met verwisseling van zetten leidt deze opening vaak tot de Indische verdedigingen of tot een variant in het damegambiet. De meest gangbare antwoorden zijn 1. ...e5 (Siciliaans in de voorhand), 1. ...Pf6 en 1. ...c5. Minder bekende voortzettingen zijn: 1. ...b5 (Jaenischgambiet) en 1. ...f5 (Engels-Hollandse verdediging). In de 19e eeuw werd deze opening veel gespeeld door Staunton en andere Britse meesters.

## Varianten
| Jaenischgambiet op c4           | 1.c4 b5                                             |
| Symmetrische variant            | 1.c4 c5                                             |
| Tweepaardensysteem              | 1.c4 c5 2.Pc3 Pc6 3.d4                              |
| Fianchettovariant               | 1.c4 c5 2.Pc3 Pc6 3.g3                              |
| Driepaardensysteem              | 1.c4 c5 2.Pc3 Pc6 3.Pf3 g6                          |
| Asymmetrisch systeem            | 1.c4 c5 2.Pc3 Pf6                                   |
| Engels vierpaarden asymmetrisch | 1.c4 c5 2.Pc3 Pf6 3.Pf3 Pc6                         |
| Siciliaanse verdediging         | 1.c4 e5                                             |
| Nimzowitsch variant             | 1.c4 e5 2.b3                                        |
| Draak in de voorhand            | 1.c4 e5 2.g3                                        |
| Troegerverdediging              | 1.c4 e5 2.Pc3                                       |
| Smyslovvariant                  | 1.c4 e5 2.Pc3 d6                                    |
| Bremer systeem                  | 1.c4 e5 2.Pc3 Pf6 3.g3                              |
| Smyslovverdediging              | 1.c4 e5 2.Pc3 Pf6 3.g3 Lb4                          |
| Driepaardenvariant              | 1.c4 e5 2.Pc3 Pf6 3.Pf3                             |
| Bellongambiet                   | 1.c4 e5 2.Pc3 Pf6 3.Pf3 e4 4.Pg5 b5                 |
| Klassiek                        | 1.c4 e5 2.Pc3 Pf6 3.Pf3 g6                          |
| Engels vierpaardenspel          | 1.c4 e5 2.Pc3 Pf6 3.Pf3 Pc6                         |
| Pelikaansysteem                 | 1.c4 e5 2.Pc3 Pf6 3.Pf3 Pc6 4.d3 d5 5.xd5 Pxd5 6.e4 |
| Romanishingambiet               | 1.c4 e6 2.Pf3 Pf6 3.g3 a6 4.Lg2 b5                  |
| Basmangambiet                   | 1.c4 g5 2.d4 Lg7                                    |
| Adorjánverdediging              | 1. c4 g6 2. e4 e5                                   |
| Anglo-Indische verdediging      | 1.c4 Pf6                                            |
| Nimzo-Engels                    | 1.c4 Pf6 2.Pc3 c5                                   |
| Caro-Kannsysteem                | 1.c4 Pf6 2.Pc3 c6                                   |
| Grünfeld-Indisch systeem        | 1.c4 Pf6 2.Pc3 d5                                   |
| Franco-Engels                   | 1.c4 Pf6 2.Pc3 e6                                   |
| Mikenassysteem                  | 1.c4 Pf6 2.Pc3 e6 3.e4                              |
| Dame-Indisch systeem            | 1.c4 Pf6 2.Pc3 e6 3.Pf3 b6                          |
| Nimzo-Indisch systeem           | 1.c4 Pf6 2.Pc3 e6 3.Pf3 Lb4                         |

## Trivia
- Bij het Kees Besselink c4-toernooi, een thematoernooi in Amsterdam, is de speler met wit verplicht om te beginnen met de Engelse opening.